# كونزية
الكونزية (الاسم العلمي: Kunzea) هي جنس من النباتات تتبع فصيلة الآسية من رتبة الآسيات. سمي هذا الجنس من قبل عالم النبات الألماني لودفيغ ريخنباخ تكريماً لعالم النبات وعالم الطبيعة الألماني غوستاف كونزي (1793-1851) (بالإنجليزية: Gustav Kunze)‏.

## أنواع الكونزية
- كونزية باكسترية
- كونزية جرداء
- كونزية خلابة
- كونزية خلنجانية
- كونزية خلنجية الأوراق
- كونزية رؤيسية
- كونزية صغيرة الأوراق
- كونزية قنابية
- كونزية مثمرة
- كونزية ملتبسة
- كونزية ملحية
- كونزية مولرية
- كونزية مبهجة
- كونزية إبرية
- كونزية أليفة الغرانيت
- كونزية بيضوية
- كونزية جبلية
- كونزية حرشفية
- كونزية خشنة الأوبار
- كونزية سنكليرية
- كونزية صخرية
- كونزية صغيرة الأجزاء
- كونزية صغيرة السداة
- كونزية صوفية الكأس
- كونزية قليلة الأزهار
- كونزية كبريتية
- كونزية متجانسة
- كونزية متعاكسة
- كونزية متقاربة
- كونزية مستدقة الطرف
- كونزية مصفرة
- كونزية معقوصة
- كونزية مقوسة
- كونزية ملعقية
- كونزية نبوتية
- كونزية نصيلية
- كونزية هدبية
- كونزية وردية

## معرض صور

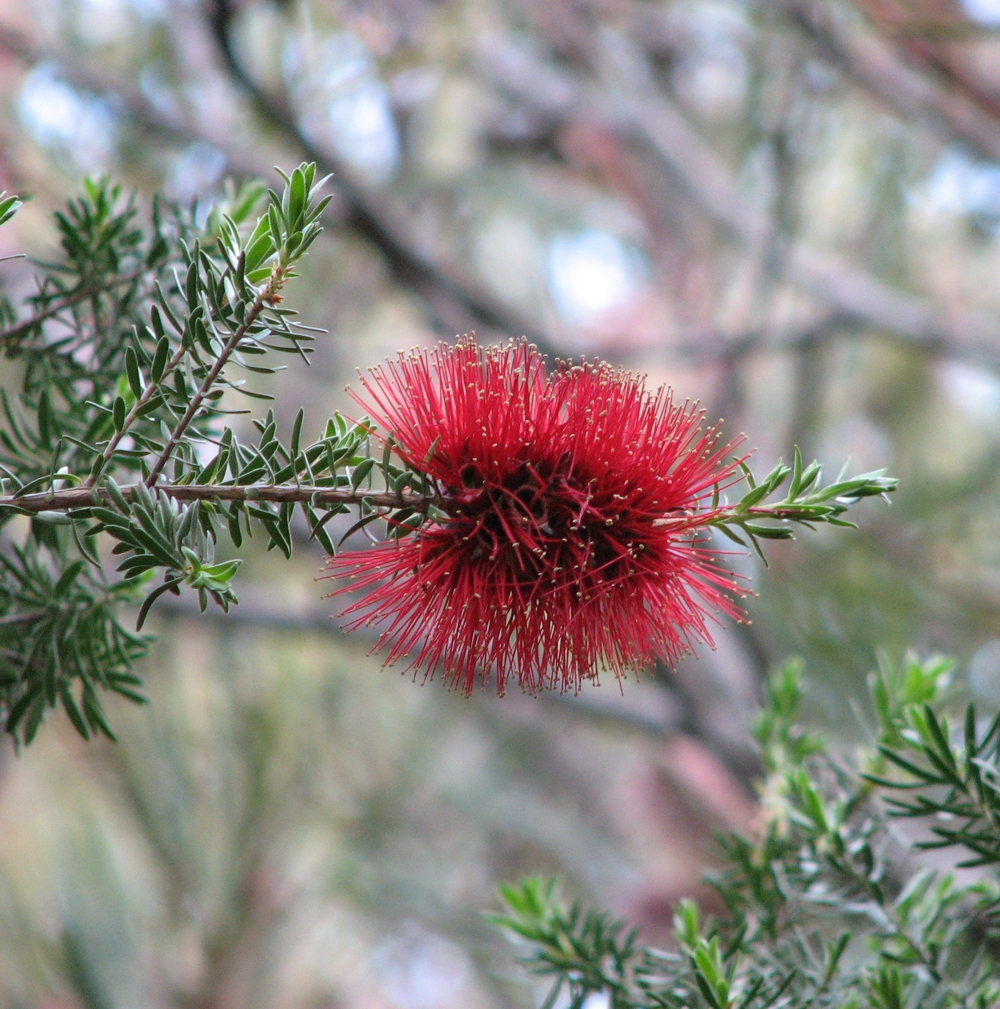
كونزية باكسترية
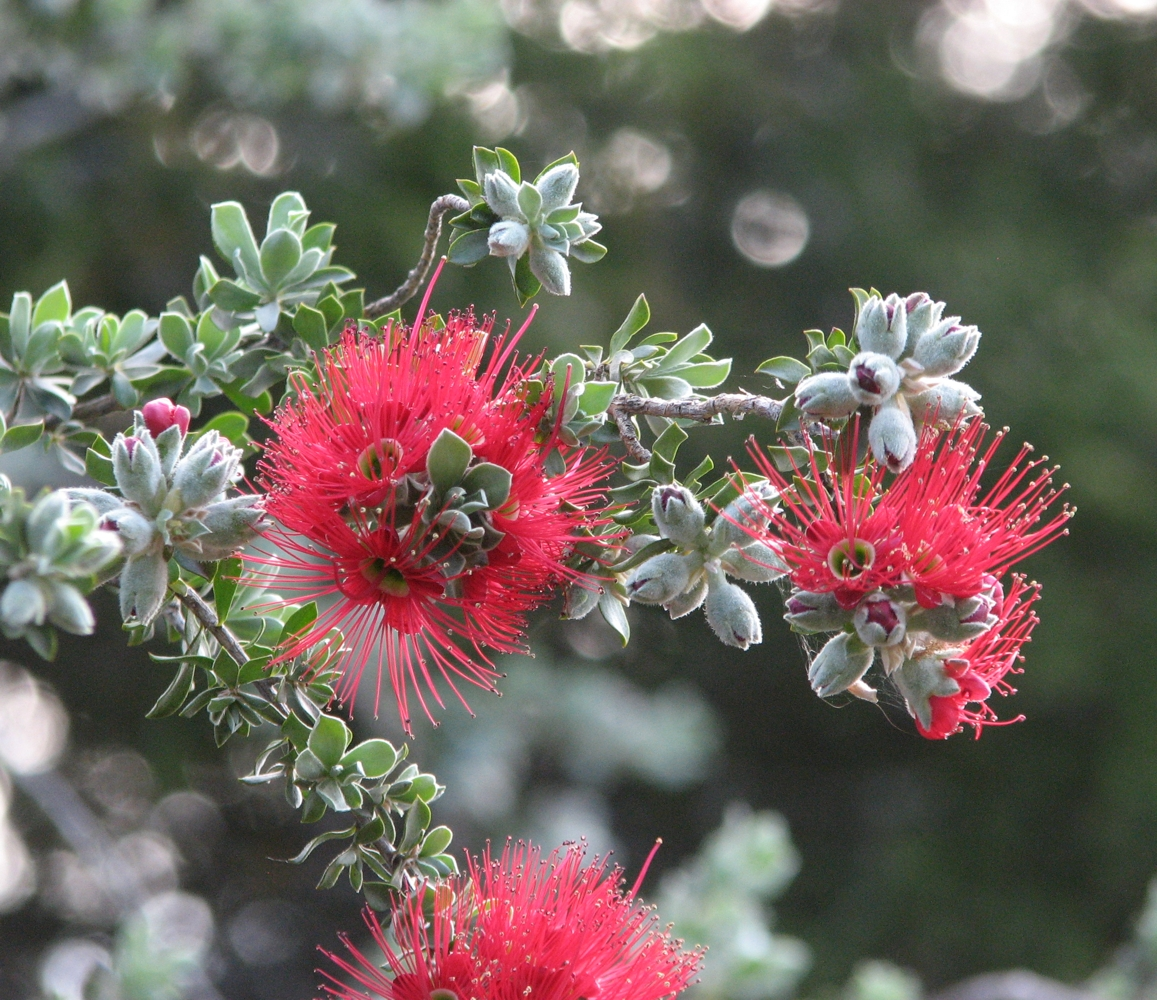
كونزية خلابة
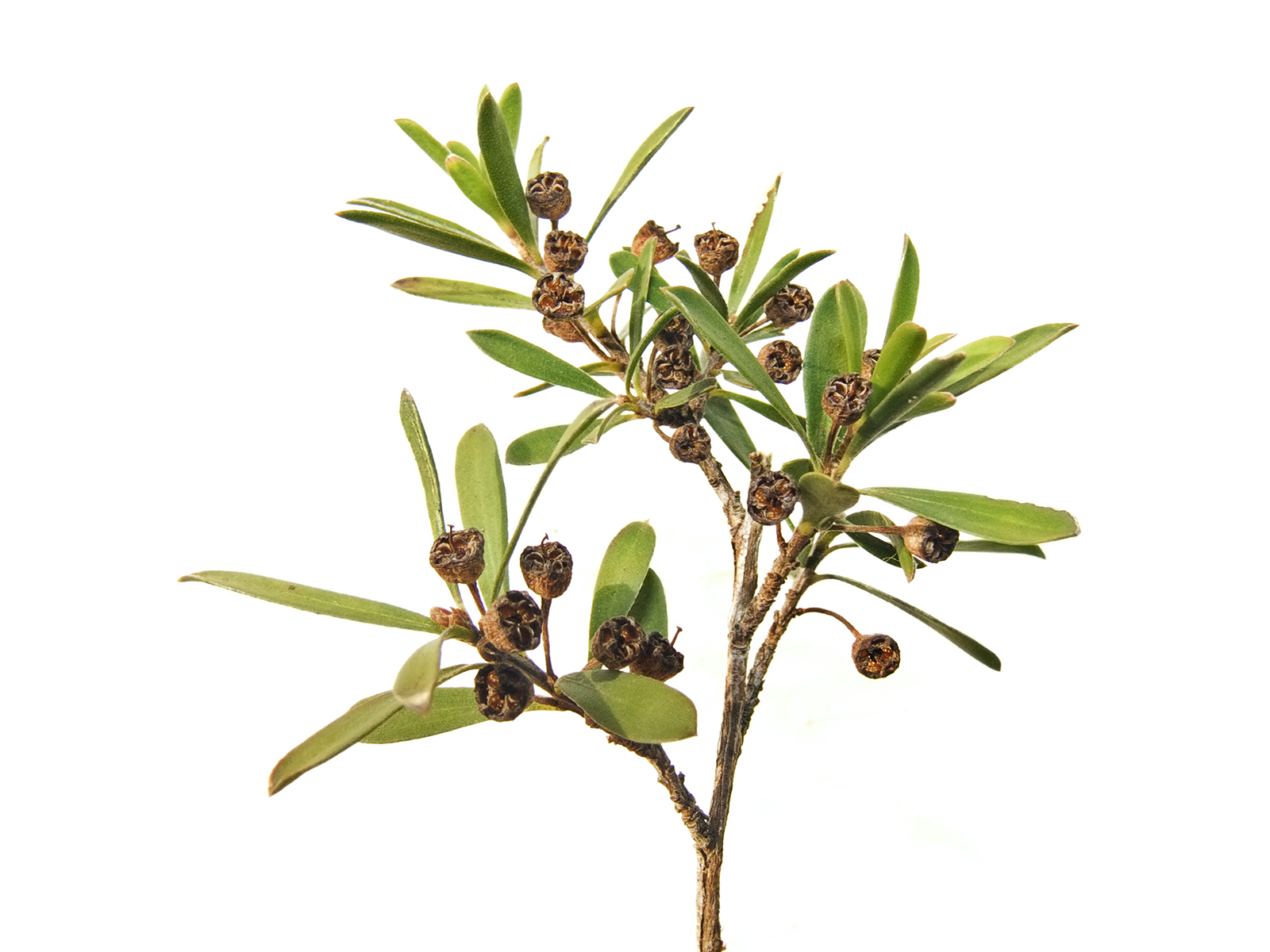
كونزية خلنجانية
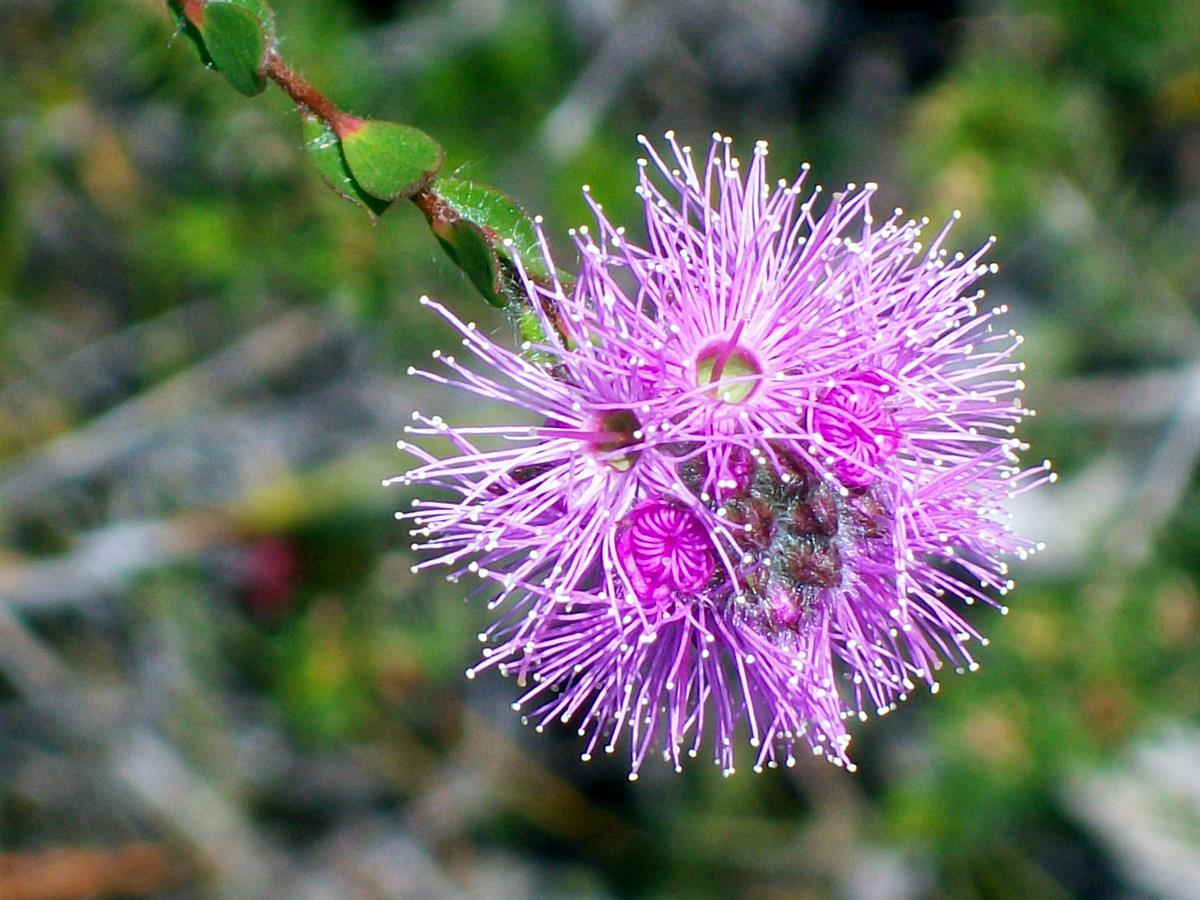
كونزية رؤيسية
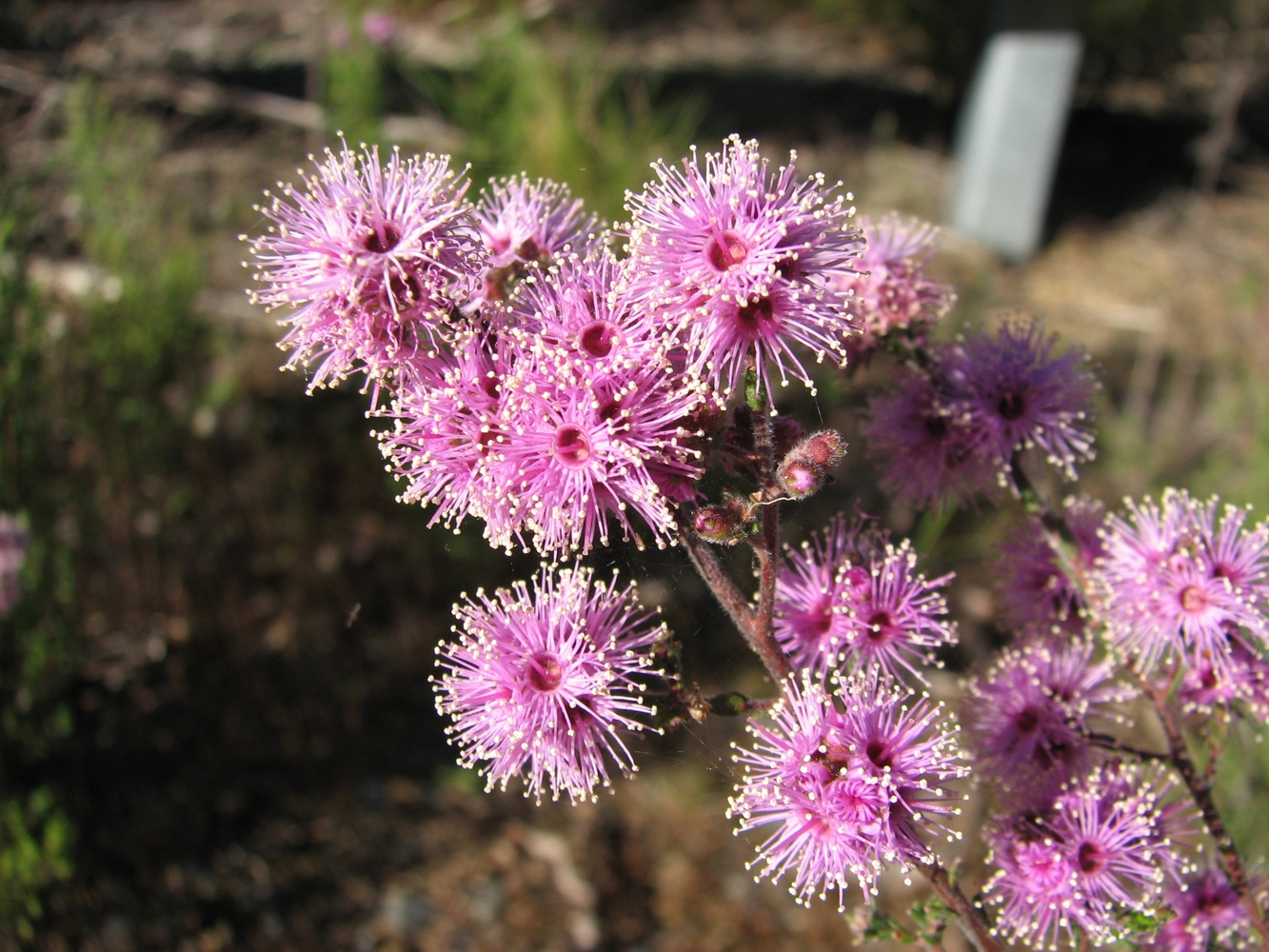
كونزية صغيرة الأوراق